# G. Ward Price

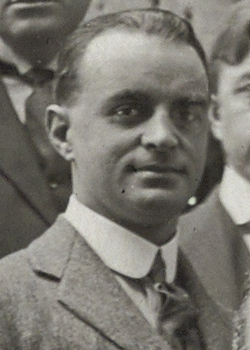
G. Ward Price (1919)

George Ward Price (* 1886; † 22. August 1961 in London) war ein britischer Journalist.

## Leben und Tätigkeit
Price war der Sohn des Reverend H. Ward Price. Nach dem Besuch des St. Catharine’s College in Cambridge schlug er die journalistische Laufbahn an.
Den Großteil seiner Karriere verbrachte Price im Dienst der Londoner Tageszeitung Daily Mail, für die er seit 1909 tätig war und für die er von allen Winkeln der Welt als Sonderberichterstatter berichtete: So begleitete er im Balkankrieg von 1912 die osmanische Armee bei ihren Operationen als Korrespondent der Mail, während er während des Ersten Weltkriegs vor allem über die Ereignisse auf dem Kriegsschauplatz im Nahen Osten berichtete, insbesondere von der Dardanellen- und der Saloniki-Front. Seine Erlebnisse in diesen Gebieten hielt er 1917 auch in dem Buch The Story of the Salonica Army fest. In der letzten Kriegsphase berichtete er vom Einsatz britischer Truppen an der Italienfront.
In den Jahren 1924/25 berichtete Price aus dem Hauptquartier des berühmten Rifkabylenführers Abd al-Karim und bereiste im Gefolge des damaligen Prince of Wales West- und Südafrika.
Im Laufe der 1920er Jahre entwickelte Price sich zu einer der einflussreichsten Persönlichkeiten innerhalb des Rothemere-Konzerns (offiziell: Associated Newspapers Ltd), zu dem die Daily Mail damals gehörte, in dem er den Rang eines Direktors einnahm.
In Deutschland wurde Price vor allem durch zahlreiche Interviews, die er mit Adolf Hitler in den frühen und mittleren 1930er Jahren führte, bekannt. Der Parteiführer (vor 1933) und später der Diktator Hitler räumten Price eine bevorzugte Behandlung gegenüber allen anderen ausländischen Journalisten ein, da die Berichterstattung über seine Partei und sein Regime in der Mail in diesen Jahren die weitaus positivste aller britischen Zeitungen von nennenswerter Bedeutung war. Die vielfach geäußerte Anschuldigung, mindestens in diesen Jahren – wenn nicht grundsätzlich – auch selbst faschistisch gesinnt gewesen zu sein, wies Price in seiner Autobiographie mit dem Hinweis zurück, dass er lediglich als neutraler Berichterstatter Hitlers Äußerungen und Anschauungen der britischen Öffentlichkeit übermittelt und es seinen Lesern anheimgestellt habe, sich ihre eigene Meinung über diese Äußerungen und Anschauungen und ihren Wert zu bilden.
Dem stehen allerdings dezidiert lobrednerische Beschreibungen von Hitlers Persönlichkeit entgegen, die sich in Prices 1937 erschienenen Buch I Know These Dictators finden. Zudem fungierte Price als Verbindungsmann zwischen Hitler und seinem Arbeitgeber, dem Zeitungsmagnaten Lord Rothemere, der den Nationalsozialisten verdeckte finanzielle Zuwendungen zukommen ließ und auch die British Union of Fascists um Oswald Mosley unterstützte, die folgerichtig auch von Price in mehreren Zeitungsartikeln in ein positives Licht gerückt wurde.
Howard Griffiths kam dementsprechend in seiner Studie Fellow Travellers of the Right von 1979 zu dem Ergebnis, dass Rothemere und Price die Daily Mail bis 1938 als ein propagandistisches Instrument in den Dienst der nationalsozialistischen Sache gestellt hätten: Nachrichtenberichterstattung über Deutschland hätte die Zeitung in diesen Jahren bewusst nur in geringem Umfang geleistet, um stattdessen auf die Meinungsbildung über Deutschland anstatt durch Ereignismeldungen und Tatsachenfeststellungen durch schwammigere Sorten journalistischen Schreibens (in denen sich unliebsame Tatsachen umgehen und verschweigen ließen), wie Meinungskolumnen und Berichte über Interviews, die Price mit führenden NS-Persönlichkeiten geführt hatte, einzuwirken.
Nachdem Ward den Nationalsozialisten also bis Mitte der 1930er Jahre mit Einschränkungen sympathisierend gegenübergestanden hatte, wandte er sich nach der Sudetenkrise von 1938 zu einem scharfen Gegner des NS-Regimes. Der deutsche Propagandaminister Joseph Goebbels, dem dieser Umschwung nicht verborgen blieb, notierte hierüber in seinem Tagebuch verdrussvoll, dass er für „diese Gesinnungslumperei von Ward, der kürzlich noch den Führer als Gott anhimmelte und ihn heute als Hysteriker beschimpft, nur wenig Verständnis“ habe.
Für den Fall einer erfolgreichen Invasion Großbritanniens wurde Price 1940 auf die vom Reichssicherheitshauptamt zusammengestellte Sonderfahndungsliste G.B., ein Verzeichnis von Personen, die bei einer deutschen Besetzung des Landes automatisch und vorrangig von Sondereinheiten der SS zu verhaften seien, gesetzt.
Während des Zweiten Weltkriegs berichtete Price aus Frankreich (1940), Tunesien (1942) und erneut Frankreich (1944).
1957 legte Price seine Autobiographie Extra-Special Correspondent vor.

## Schriften
- The Story of the Salonica Army, 1917.
- With the Prince to West Africa, 1925.
- I Know These Dictators, 1937.
- Year of Reckoning, 1939.
- Giraud and the American Scene, 1944.
- Extra-Special Correspondent, 1957.